# Cujo (film)
A Cujo egy 1983-ban bemutatott amerikai horrorfilm Stephen King azonos című regénye alapján. A rendezője Lewis Teague.

## Történet
|  | Alább a cselekmény részletei következnek! |

Cujo, a hatalmas bernáthegyi a Castle Rock melletti erdőben kerget egy nyulat. Az állat bebújik előle egy faodúba, Cujo is bedugja fejét, ezzel felzavarja az ott alvó denevéreket, és egyikük megmarja az orrát. Ezután Cujo egyre rosszabbul érzi magát. Gazdája, a kis Brett Camber, s anyja Charity elutaznak Connecticutba. Az apa, az autószerelő Joe marad otthon, ám vadászni szeretne menni a részeges szomszéddal, Gary Pervierrel. Eközben a négyéves Tad Trenon apja, Vic elutazik, a gyerek pedig otthon marad anyjával, Donnával. Ford Pinto márkájú kocsijuk elromlik, ezért Camberhez mennek. 
Eközben Cujo Gary roskatag háza körül ólálkodik, majd rátámad. Az ember befut a ház mellékkamrájába, előveszi puskáját, de a töltényeket nem leli. Cujo betöri az ajtót, majd széttépi Perviert. Ezután jön Camber, indulásra készen. Meglátja a holttestet, majd kétségbeesetten próbálja tárcsázni a rendőrséget. Cujo viszont a pincében hűsöl, a hangokra feljön, és Joe lesz a második áldozata.
Eközben Donnáék megérkeznek a Camber-ház udvarára, ahol a kocsi motorja már nagyon rossz állapotban van. Donna kiszáll, de csak Cujo jelenik meg előtte. Megrémül, majd miután egy ideig farkasszemet néznek, Donna gyorsan beszáll a kocsiba. Cujo nekitámad, mire Donna bezárja az ajtókat. Tad kétségbeesetten ordibál. A kutya nekiront az ajtónak, majd Donna kapcsolja a motort, de az nem akar indulni. Itt kell tölteni az éjszakát. Vic este hívja a házi telefont, ám nem veszik fel. 
Napokon át ez megy, Donnáék pedig már nagyon szomjaznak. Cujo az ajtókereteket szétroncsolta, az ablakok repedezettek és véresek. Vic Roger nevű kollégája tanácsára felhívja a rendőrséget. George Bannerman seriff nézi meg a házat, de üresen találja, szétrombolva. Kiderül, hogy egy Steve Kemp nevű ismerősük tette, akivel Donna csalta Vic-et. Bannerman odasiet a Camber házba. Amikor odaér, meglátja Cujót, az pedig rögtön rátámad, s végül megöli, géppisztolya pedig a földre esik. Ezt követően a szomjazó, éhező Donna kiszáll és egy baseballütővel leüti a szörnyet. A pisztolyt magával viszi, de nem lő. Tadet beviszi a ház konyhájába, vizet ereszt rá a csapból. Cujo felébred. Betörve az ablakot beugrik, s Donna gyorsan kapcsolva lelövi. Megérkezik Vic, látja, hogy Donna kiviszi a fiukat.

## Szereplők
| Színész           | Szerep         | Magyar hang      |
| ----------------- | -------------- | ---------------- |
| Dee Wallace       | Donna Trenton  | Frajt Edit       |
| Danny Pintauro    | Tad Trenton    | Vicsek Miklós    |
| Daniel Hugh-Kelly | Vic Trenton    | Stohl András     |
| Christopher Stone | Steve Kemp     | Németh Gábor     |
| Ed Lauter         | Joe Camber     | Kiss Gábor       |
| Kaiulani Lee      | Charity Camber | Borbély Viktória |
| Billy Jayne       | Brett Camber   | Bódy Gergely     |
| Sandy Ward        | Bannerman      |                  |